# Anopheles sinensis
Anopheles sinensis är en tvåvingeart som beskrevs av Christian Rudolph Wilhelm Wiedemann 1828. Anopheles sinensis ingår i släktet Anopheles och familjen stickmyggor. Inga underarter finns listade i Catalogue of Life.